# Jhabua (ciutat)
Jhabua (hindi झाबुआ) és una ciutat i municipalitat de Madhya Pradesh, capital del districte de Jhabua, a 22° 46′ N, 74° 36′ E / 22.77°N,74.6°E, a la vora d'un llac anomenat Bhadur Sagar. Al cens del 2001 figura amb una població de 30,577 habitants (població el 1901: 3.354 habitants). La ciutat vella està en part tancada per una muralla amb bastions. L'antic palau del raja i alguns temples es troben a la part nord. A la vora del llac un monument o cenotafi recorda la mort del raja Ratan Singh el 1840 a causa d'un llamp quan passejava amb el seu elefant durant la processó de Nilkanth.
Fou capital del principat de Jhabua. Després de la independència de l'Índia el 1947 el raja va accedir a l'Índia el 15 de juny de 1948 dins l'estat de Madhya Bharat que el 1956, amb altres territoris de l'Índia central, va esdevenir l'estat de Madhya Pradesh.